# Trận Okinawa
Trận Okinawa (tiếng Anh: Battle of Okinawa, tiếng Nhật: 沖縄戦, Okinawa-sen), hay còn gọi là chiến dịch Iceberg (chiến dịch Băng Sơn) là trận đánh thuộc mặt trận Thái Bình Dương trong Chiến tranh thế giới thứ hai giữa quân Đồng Minh (chủ lực là Hoa Kỳ) và Đế quốc Nhật Bản tại đảo Okinawa thuộc quần đảo Ryukyu (Lưu Cầu). Đây cũng là cuộc đổ bộ quân sự lớn nhất tại mặt trận Thái Bình Dương trong Chiến tranh thế giới thứ hai.
Trận đánh này kéo dài trong 82 ngày, từ tháng 3 đến tháng 6 năm 1945 với kết quả là Quân đội Hoa Kỳ chiếm được Okinawa. Đây cũng là trận đánh có số thương vong cao nhất trong Chiến tranh Thái Bình Dương: phía Nhật Bản tổn thất toàn bộ 106.000 quân trên đảo (trong đó tử trận hơn 77.000 quân), trong khi quân Đồng Minh (chủ yếu là lính Mỹ) thương vong hơn 75.000 người, trong đó hơn 20.000 người chết (chưa kể 26.000 lính khác bị bệnh hoặc chấn thương tâm lý). Ngoài ra còn một số lượng lớn dân thường trên đảo lên đến hàng nghìn người chết do bom đạn, bệnh tật và tự sát.

## Vị trí Okinawa và hoàn cảnh trận đánh
Quần đảo Ryukyu nằm về phía nam đảo Kyushu (Cửu Châu), một trong bốn đảo lớn nhất của Quần đảo Nhật Bản. Okinawa là hòn đảo lớn nhất trong quần đảo Ryukyu, dài gần 100 km nhưng chỉ rộng từ 2 đến 4 km, diện tích 2.255 km². Đảo Okinawa rất lý tưởng cho việc thành lập sân bay. Nước xung quanh cũng rất sâu, thuận lợi để xây dựng các quân cảng. Khí hậu cận nhiệt đới, được điều hòa bởi 2 dòng hải lưu lớn là Kuro Shivo và Ogasa Wara. Độ ẩm cao quanh năm, mưa nhiều và thường xuyên chịu ảnh hưởng của bão nhiệt đới vào mùa hè.

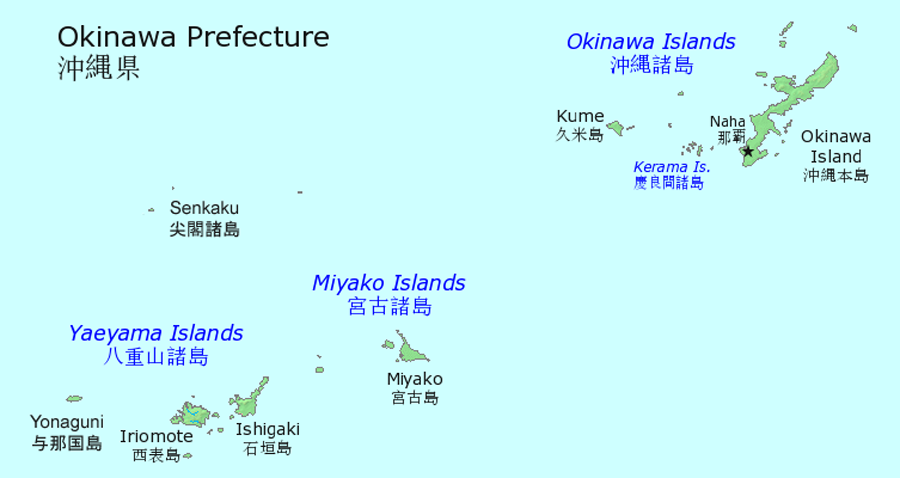
Vị trí của Okinawa

Okinawa có một vị trí chiến lược quan trọng. Nó nằm trên ngã tư quốc tế ở Đông Á, giữa Trung Quốc, Đài Loan và Nhật Bản. Năm 1875, Minh Trị Thiên hoàng đã gửi đến đây một lực lượng chiếm đóng thường trực và 4 năm sau đảo chính thức trở thành một phần lãnh thổ Nhật Bản. Trên nguyên tắc người dân trên đảo bình đẳng về quyền lợi và nghĩa vụ như người Nhật ở chính quốc nhưng người Nhật vẫn xem họ như dân thuộc địa. Một điều đặc biệt là đa số dân trên đảo theo đạo thờ cúng ông bà, rất ít người theo Thần đạo như tuyệt đại đa số người dân Nhật Bản khác.
Ngày 19 tháng 2 năm 1945, thủy quân lục chiến Mỹ bắt đầu cuộc đổ bộ lên đảo Iwo Jima. Trận Iwo Jima kéo dài trong hơn 1 tháng đã kết thúc với thắng lợi thuộc về quân đội Hoa Kỳ. Tuy nhiên, Hoa Kỳ đã phải chịu tổn thất lớn về người với con số thương vong của lính Hoa Kỳ trong Trận Iwo Jima là hơn 20.000 người. Với thắng lợi trên, quân đội Đồng minh do Hoa Kỳ dẫn đầu đã tiến sát đến hàng rào phòng thủ cuối cùng của Nhật Bản và mục tiêu tiếp theo của họ là đảo Okinawa. Chiếm được Okinawa, họ sẽ có thêm một căn cứ hải quân và đặc biệt là không quân lợi hại nhằm phục vụ cho cuộc đổ bộ lên quần đảo Nhật Bản để kết thúc chiến tranh.

## Các lực lượng tham gia trận đánh

### Lục quân

#### Nhật Bản

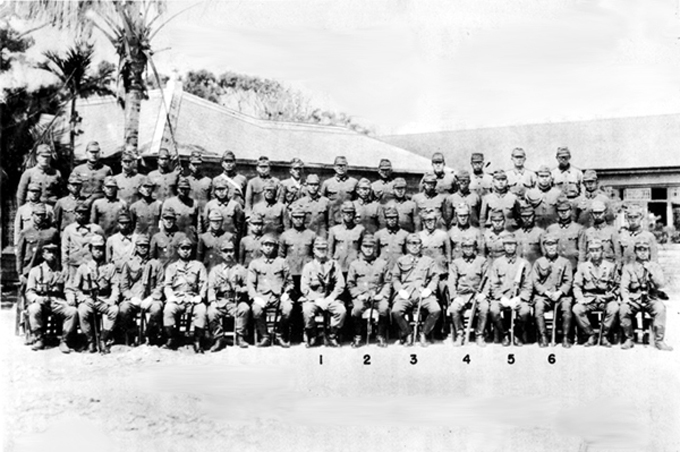
Sĩ quan chỉ huy của quân đoàn 32 của Nhật Bản tại Okinawa, chụp vào tháng 2 năm 1945

Suốt 3 năm đầu của cuộc chiến tranh Thái Bình Dương, quân số Nhật Bản nên quần đảo Ryukyu chỉ có 600 người. Đến ngày 01 tháng 4 năm 1944, quân đoàn 32 lục quân gồm ba sư đoàn 9, sư đoàn 24 và sư đoạn 62 cùng lữ đoàn hỗn hợp 44 mới được đưa đến đây để chuẩn bị chống lại cuộc đổ bộ của quân đội Hoa Kỳ
Sư đoàn 9 có 25.000 quân và sư đoàn 24 được đưa từ Mãn Châu đến với 14.000 quân còn sư đoàn 62 gồm 12.000 quân đã có nhiều năm chiến đấu trên chiến trường Trung Quốc. Riêng lữ đoàn hỗn hợp 44 có 5.000 quân. Tuy nhiên đến cuối năm 1944, sư đoàn 9 đã bị điều đi Đài Loan làm cho lực lượng phòng thủ trên đảo bị giảm sút. Ngoài ra còn có 9.000 lính hải quân Nhật Bản đóng tại căn cứ hải quân Oroku nhưng chỉ khoảng vài trăm người trong số đó được huấn luyện quân sự tác chiến trên đất liền. Trên đảo còn có một trung đoàn thiết giáp với 14 xe tăng hạng trung và 13 xe tăng hạng nhẹ.
Đặc biệt, trên đảo còn có 39.000 người bản xứ Ryukyu (bao gồm 24.000 dân vệ mới nhập ngũ gọi là Boeitai và 15.000 nhân công). Còn lại là 1.500 học sinh trung học và 600 sinh viên làm nhiệm vụ chăm sóc quân lính bị thương.
Chỉ huy trưởng lực lượng phòng thủ trên đảo là trung tướng Mitsuru Ushijima, tham mưu trưởng là trung tướng Cho Isamu và trưởng phòng tác chiến là đại tá Hiromichi Yahara. Chỉ huy các lực lượng phía Bắc của đảo là đại tá Takehido Udo. Các lực lượng lính hải quân Nhật Bản còn lại do chuẩn đô đốc Minoru Ota chỉ huy.
Tướng Ushijima cho rằng quân đội Hoa Kỳ sẽ đổ bộ lên bờ biển phía Tây ở bãi biển Hagushi. Tuy nhiên, ông chủ trương không đánh quân Mĩ ngay tại bờ biển mà tập trung quân ở phía Nam hòn đảo, quanh thành phố Naha, thủ phủ của đảo và các vùng phụ cận. Chế ngự giữa thành phố Naha và thành phố Shuri là dãy núi Shuri. Đây chính là phòng tuyến chính của quân đội Nhật Bản. Những hang động, hào sâu và địa đạo nối liền các ổ kháng cự. Hai sư đoàn 24 và 62 được giao nhiệm vụ giữ phòng tuyến này. Lữ đoàn hỗn hợp số 44 đóng ở cực Nam đảo cùng với lực lượng tương đương một sư đoàn. Ở phía bắc đảo chỉ có hai tiểu đoàn trấn giữ. Đến tháng 3 năm 1945, mọi sự bố phòng đã được chuẩn bị xong, trong tay tướng Ushijima có hơn 100.000 quân lính chuẩn bị sẵn sàng chờ đón cuộc đổ bộ của quân đội Hoa Kỳ.

#### Hoa Kỳ

Bản đồ về hoạt động Quân đội Hoa Kỳ trong trận đánh

Lực lượng Lục quân Hoa Kỳ tham gia chiến đấu là Tập đoàn quân số 10 do Trung tướng Simon Bolivar Buckner chỉ huy. Tập đoàn quân này gồm 2 quân đoàn: Quân đoàn đổ bộ III của Thiếu tướng Roy Geiger gồm 2 sư đoàn thủy quân lục chiến 1 và 6, quân đoàn XXIV của Thiếu tướng John R. Hodge gồm 2 sư đoàn bộ binh 7 và 96. Sư đoàn 2 thủy quân lục chiến là lực lượng dự phòng. Ngoài ra còn có sư đoàn bộ binh 27 làm nhiệm vụ đồn trú sau này và sư đoàn bộ binh 77. Tổng cộng Tập đoàn quân có tổng cộng 102.000 lục quân, 88.000 thủy quân lục chiến và 18.000 lính hải quân.
Đúng như dự tính của tướng Ushijima, kế hoạch của quân đội Hoa Kỳ là sẽ đổ bộ lên bãi biển Hagushi nằm về phía Tây của Okinawa và do quân đoàn XXIV và quân đoàn đổ bộ 3 thực hiện. Sư đoàn thủy quân lục chiến số 2 sẽ thực hiện một cuộc tấn công nghi binh tại bãi biển Minatoga ở bờ biển phía đông nam để làm bối rối lực lượng phòng thủ về ý định tấn công chính của quân đội Hoa Kỳ.

### Hải quân

#### Hoa Kỳ
Tổng lực lượng hạm đội Đồng Minh tại Okinawa là 1,600 tàu bao gồm 40 hàng không mẫu hạm, 18 thiết giáp hạm, 32 tuần dương hạm và 200 khu trục hạm. Lực lượng Hải quân nhận nhiệm vụ bắn phá dọn dẹp bãi biển cho cuộc đổ bộ đồng thời phải vận chuyển 183.000 quân đổ bộ và 747.000 tấn quân nhu, quân cụ, khí tài. Để vận chuyển hết số lượng người và vật chất đó, quân Đồng Minh đã sử dụng 430 tàu vận tải cất hàng ở nhiều nơi khắp Thái Bình Dương từ Seattle (Hoa Kỳ) hay từ đảo Leyte (Philippines).
Hầu hết các Lực lượng Không quân Hoa Kỳ tham gia trận đánh gồm máy bay tiêm kích, máy bay ném bom bổ nhào và máy bay cường kích đều xuất phát từ các hàng không mẫu hạm ngoài khơi. Để chống lại các hạm đội Hoa Kỳ, người Nhật đã sử dụng chiến thuật Thần phong (Kamikaze) vốn đã bắt đầu từ trận Hải chiến vịnh Leyte nhưng đến trận Okinawa thì đã trở thành một phần của kế hoạch phòng thủ. Từ khi quân đội Hoa Kỳ bắt đầu đổ bộ từ ngày Lễ Phục sinh (ngày 01 tháng 4) cho đến ngày 25 tháng 5, 7 cuộc tấn công Kamikaze bao gồm 1,500 máy bay đã được thực hiện gây rất nhiều tổn thất cho Lực lượng Hải quân Hoa Kỳ và quân Đồng Minh.

#### Khối Thịnh vượng chung Anh
Trong khi lực lượng lục quân Đồng Minh đa số là lính Mĩ thì hạm đội Thái Bình Dương của Anh (BPF, được xem như Lực lượng Đặc nhiệm 57 của Hải quân Hoa Kỳ) đã cung cấp ¼ sức mạnh Không quân và Hải quân (450 máy bay). Hạm đội này có 50 tàu chiến với 17 trong số đó là các hàng không mẫu hạm. Để chống lại chiến thuật Kamikaze, quân đội Anh sử dụng boong tàu bọc thép giúp cho các tàu có khả năng chịu đựng tốt hơn các cuộc tấn công nhưng bù lại phải mang ít máy bay hơn. Mặc dù toàn bộ số hàng không mẫu hạm trên đều do Vương quốc Anh cung cấp nhưng nhóm các mẫu hạm này lại có sự góp mặt của tàu và nhân lực của cả Khối Thịnh vượng chung Anh: Anh Quốc, Canada, New Zealand và Australia. Nhiệm vụ của hạm đội này là khống chế các sân bay Nhật Bản trên quần đảo Sakishima và yểm trợ về mặt không lực chống chiến thuật Kamikaze.

## Diễn biến

### Chuẩn bị đổ bộ
Chiến tranh bắt đầu đến với Okinawa lần đầu tiên vào ngày 29 tháng 9 năm 1944 khi các máy bay B-29 đến ném bom các sân bay và máy bay trinh sát của Mỹ thực hiện thu thập không ảnh. Cuộc tấn công của các hàng không mẫu hạm Mỹ đến ngay sau đó vào ngày 10 tháng 10 nhằm yểm trợ cho cuộc đổ bộ vào Leyte. Một trận không chiến đã diễn ra tại Formosa và chỉ trong 3 ngày người Nhật mất 500 máy bay và 36 tàu. Hòn đảo lại bị oanh tạc vào ngày 3 và 10 tháng 1 bởi Lực lượng Đặc nhiệm số 38 (TF 38), và vào ngày 1 và 31 tháng 3 bởi Lực lượng Đặc nhiệm 58 (TF 58) sau khi lực lượng này đã tham gia oanh tạc Tokyo. Hải quân Hoa Kỳ đã khống chế hoàn toàn Ryukyu từ Formosa đến Nhật Bản. Vào cuối tháng 3, người Nhật không còn bất kì một máy bay nào ở Okinawa và nhiều thành phố (trong đó có cả Naha và Shuri) đã bị tàn phá nặng nề.
Ngày 24 tháng 3, năm thiết giáp hạm trang bị các hải pháo 16 in và 11 khu trục hạm đã tham gia bắn phá Okinawa. Một tuần lễ sau, các toán người nhái đặc biệt bơi vào bãi biển Hagushi, tháo gỡ các chướng ngại và phá hủy các thủy lôi. Ngày 25 tháng 3, 9 thiết giáp hạm, 10 tuần dương hạm và 32 khu trục hạm cùng 177 pháo hạm bắn phá Okinawa một cách dữ dội từ đó cho đến ngày đổ bộ. Khoảng 37.000 đạn pháo 5 in, 33.000 đạn pháo 4.5 in đã được trút xuống hòn đảo. Ngoài ra còn 3.100 cuộc không kích vào bãi biển và các vị trí phòng thủ sâu bên trong. Quân Nhật trước những hành động đó vẫn tỏ ra im lặng để tiết kiệm đạn và cũng để người Mỹ không phát hiện được các vị trí phòng thủ của họ. Ngày 31 tháng 3 là ngày bắn phá dữ đội nhất, 27.226 quả đạn pháo đã được trút xuống hòn đảo. Tuy nhiên, cũng giống như ở Iwo Jima trước đây, cuộc bắn phá này của người Mỹ đã không ảnh hưởng gì mấy đến hệ thống phòng thủ của người Nhật.

### Những cuộc hành quân đầu tiên

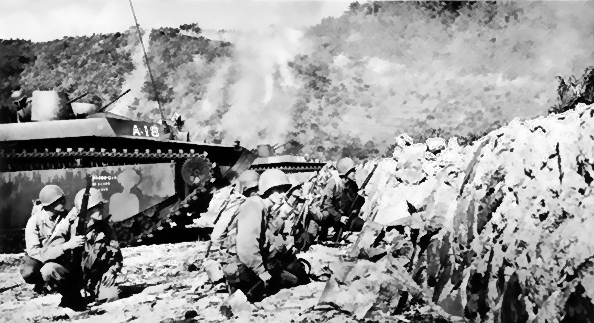
Quân Mỹ đổ bộ lên quần đảo Kerama

Những người Mỹ đầu tiên đổ bộ lên bờ là sư đoàn bộ binh 77. Nơi đổ bộ của họ là quần đảo Kerama (Kerama Retto), 15 dặm (24 km) phía tây Okinawa vào ngày 26 tháng 3 năm 1945. Kerama được tuyên bố an toàn vào năm ngày sau. Trong cuộc hành quân sơ khởi này, sư đoàn 77 có 31 người chết và 81 người bị thương trong khi số lính Nhật chết là 530 người và 121 người bị bắt. Thành công của cuộc hành quân này giúp cho hạm đội Đồng Minh có thêm một vị trí thả neo chắc chắn và loại trừ mối nguy hiểm từ các thuyền cảm tử của người Nhật. 1.200 dân thường chết trong cuộc tấn công và 150 người khác tự sát. Những người lính Nhật còn sống sót tiếp tục trụ lại tại Tokashiki cho đến ngày chiến tranh kết thúc.
Ngày 31 tháng 3, thủy quân lục chiến thuộc tiểu đoàn trinh sát đã đổ bộ lên bờ mà không gặp phải bất cứ sự kháng cự nào tại Keise Shima, 4 hòn đảo nhỏ cách 8 dặm (13 km) phía tây thủ phủ Okinawa là Naha. Pháo 155 mm Long Toms đã được đưa lên các đảo này để yểm trợ cho cuộc tấn công Okinawa.

### Cuộc đổ bộ an toàn

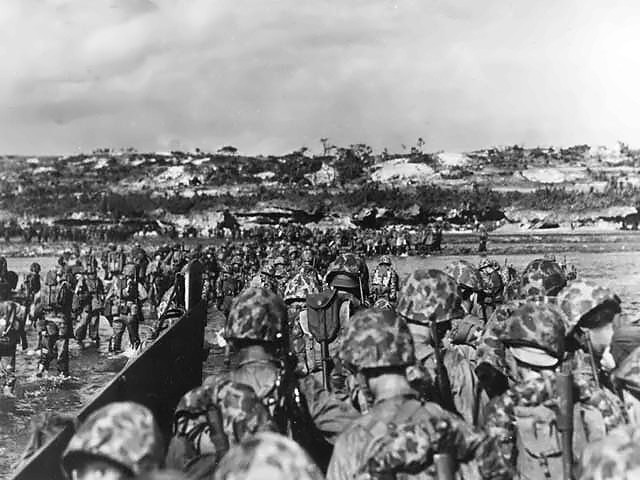
Thủy quân lục chiến Mỹ đổ bộ lên bờ biển Okinawa

Ngày đổ bộ tại Okinawa là ngày 1 tháng 4, trùng với ngày lễ Phục sinh và ngày Cá tháng Tư trong năm 1945 và tên chính thức của ngày này là Ngày L. Lực lượng Mỹ tham gia đổ bộ là quân đoàn XXIV và quân đoàn đổ bộ III và địa điểm là bãi biển Hagushi.
Từ 5 giờ sáng, hải pháo đã bắn phá hòn đảo một cách mãnh liệt và tập trung nhất là ở vùng bờ biển. Ngoài khơi, hàng trăm tàu đổ bộ đã dàn hàng ngang sẵn và chuẩn bị vào bờ. Đúng 8 giờ tàu chạy vào bờ. Toàn bộ các lực lượng Mỹ khi đổ bộ lên bờ đã không gặp phải sự chống cự nào, khác xa so với những gì người Mỹ từng gặp phải tại Peleliu, Tarawa hay Iwo Jima. Ngay trong giờ đầu tiên đã có 50.000 lính Mỹ đổ bộ lên bờ và đến tối ngày L, 60.000 lính Mỹ đã có mặt trên bờ biển một vùng rộng 4,5 km và vào sâu 1,5 km. Vũ khí hạng nặng và xe thiết giáp đã được đưa lên bờ lúc 14 giờ. Tổng cộng quân Mỹ chết 28 người (trong đó có ba người bệnh tim) và 27 người mất tích (rơi xuống biển).
Tập đoàn quân số 10 tiếp tục tiến về phía nam và trung tâm đảo với một sự dễ dàng, chiếm được 2 sân bay Kadena và Yomitan. Chỉ có một sự kháng cự nhỏ của dân vệ tại sân bay Kadena. Điều này l bất thường và các chỉ huy quân Mỹ đều lo lắng cho những diễn biến sắp tới.
Hết ngày thứ 2 sang ngày thứ 3 của trận đánh, lính Mỹ từ bờ Tây tiến đến bờ Đông và cắt hòn đảo ra làm 2 phần. Họ đã chiếm được 2 trong số 5 sân bay trọng yếu trên đảo. Đến làng Shimabuku, lính Mỹ được hai người Nhật cao tuổi ra đón, tự giới thiệu là thôn trưởng và giáo viên. Họ cho biết 1.300 dân làng vẫn đang ở tại nhà mình.

### Cuộc hành quân Ten-go

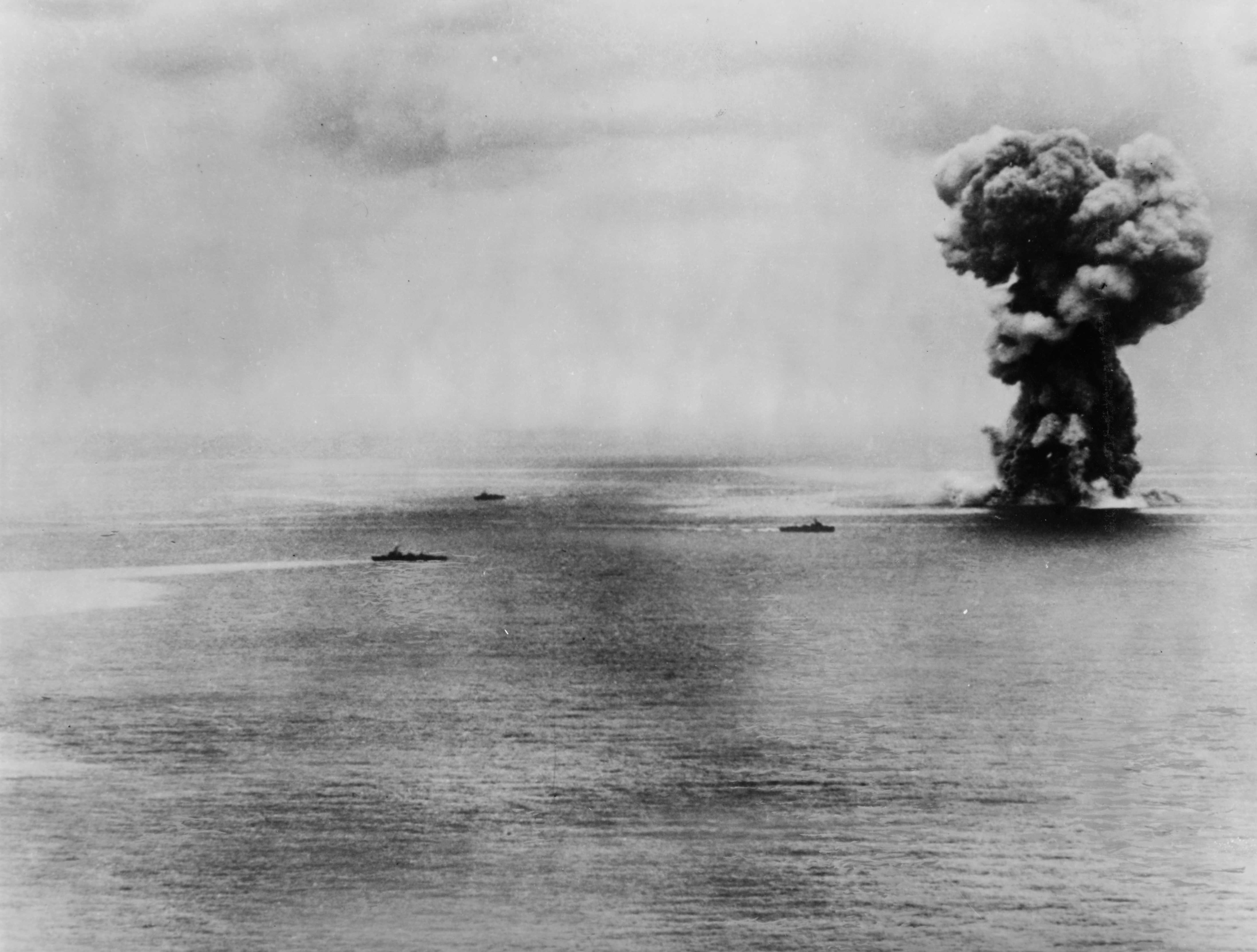
Thiết giáp hạm Yamato phát nổ sau cuộc tấn công của các máy bay Mỹ

Cuộc hành quân Ten-go (Ten-gō sakusen) là trận đánh cuối cùng của Hải quân Đế quốc Nhật Bản trong cuộc chiến. Sau thất bại ở Philippines, hải quân Nhật đã hoàn toàn kiệt quệ và hậu quả là khi quân Mỹ đổ bộ lên Iwo Jima, không một chiến hạm nào của hải quân Nhật được phái đến yểm trợ. Nhưng giờ đây khi đến lượt Okinawa bị tấn công thì giới lãnh đạo hải quân Nhật đã cho hạm đội xuất kích để thực hiện một cuộc hành quân được xem là tự sát khi so sánh tương quan lực lượng giữa hạm đội Nhật và hạm đội Đồng Minh. Thật ra chuyến đi này là một nhiệm vụ nhử địch. Theo kế hoạch, khi các hàng không mẫu hạm Đồng minh đang bận đối phó với hạm đội Nhật thì từ phi trường Kanoya, nằm ở cực nam Kyushu sẽ cho xuất kích hàng trăm máy bay Thần phong tấn công Okinawa.
Ngày 5 tháng 4, đô đốc Soemu Toyoda, tư lệnh Hạm đội Liên hợp ra lệnh cho phó đô đốc Seiichi Ito, tư lệnh hạm đội số 2 tiến đánh hạm đội Đồng minh đang thả neo tại Okinawa. Lực lượng hạm đội Nhật tham gia cuộc hành quân này bao gồm thiết giáp hạm Yamato, tuần dương hạm nhẹ Yahagi và 8 khu trục hạm. Chiều ngày 6 tháng 4, hạm đội bắt đầu nhổ neo đi chiến đấu. Tuy nhiên đến sáng ngày 7 tháng 4, hạm đội này đã bị người Mỹ phát hiện.
Trưa ngày 7 tháng 4, trong khoảng thời gian hơn 2 giờ đồng hồ, hạm đội Nhật đã bị 386 máy bay xuất phát từ các hàng không mẫu hạm Mỹ tấn công. Kết quả là phía Mỹ có 12 phi công thiệt mạng và 10 chiếc bị hỏa lực phòng không bắn rơi trong khi hạm đội số 2 của Nhật chỉ còn 3 khu trục hạm tồn tại, siêu thiết giáp hạm Yamato và tuần dương hạm Yahagi đã bị chìm. Tổng cộng có 2.498 người của Yamato, 446 người của Yahagi và 721 người của các khu trục hạm khác thiệt mạng. Phó đô đốc Ito cũng chìm cùng tàu Yamato. Với việc thiết giáp hạm Yamato bị đánh chìm, hải quân Hoàng gia Nhật xem như cũng chìm theo.

### Chiến trận tại phía nam đảo

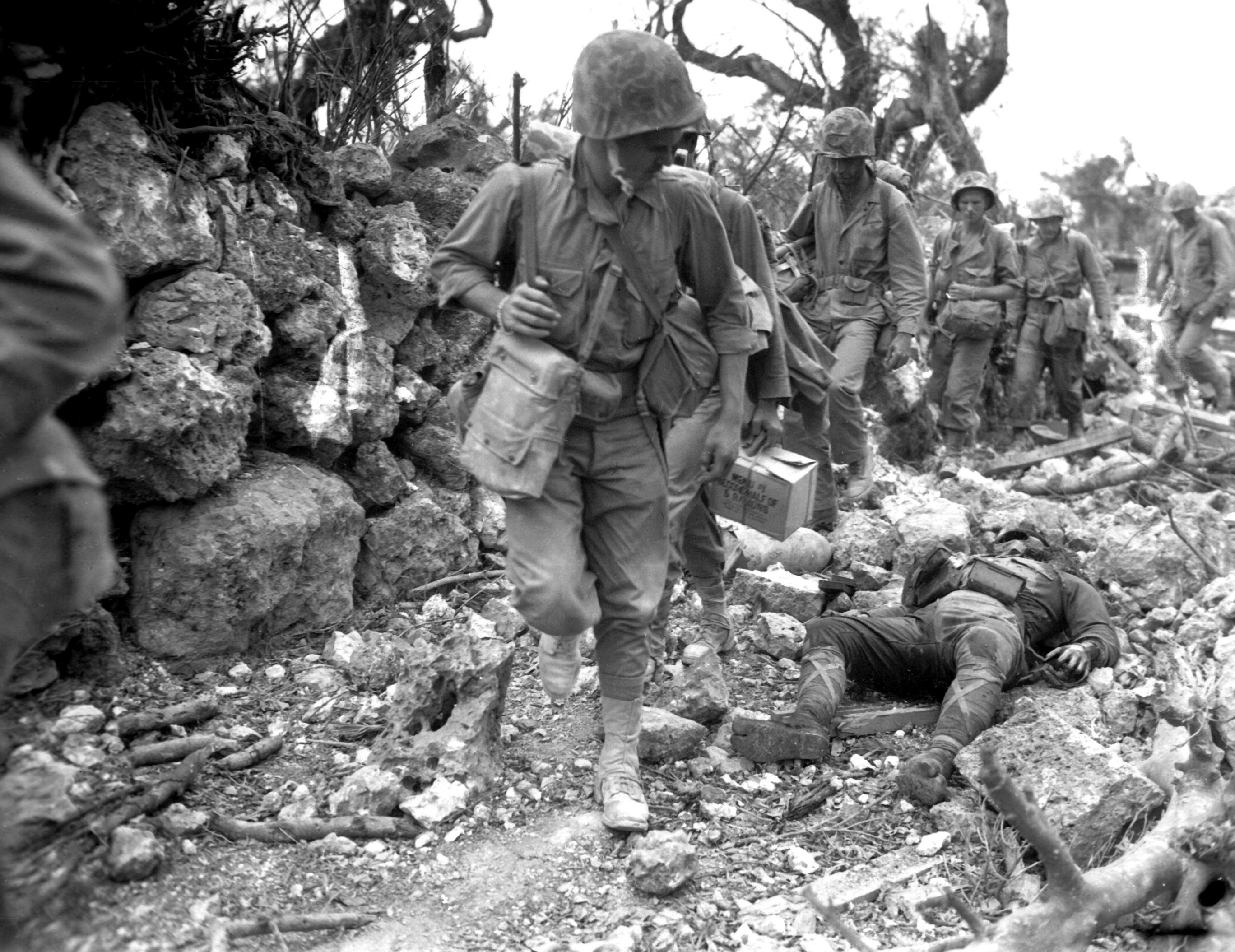
Thủy quân lục chiến Mỹ hành quân qua một ngôi làng nhỏ đổ nát với xác lính Nhật trên đường

Sau 1 tuần hành quân chiếm đóng các vị trí xung yếu mà chưa gặp được đối phương, hai sư đoàn bộ binh 7 và 96 của Mỹ được lệnh tiến xuống phía nam đến chân dãy núi Shuri. Nơi đây, đảo rộng đến 6 km, có nhiều dãy núi đá vôi đầy hang động, hẻm sâu và hẹp. Các lực lượng quân Nhật phòng thủ tại đây đang đón chờ cuộc tấn công của người Mỹ. Kế hoạch phòng thủ của người Nhật là sử dụng sư đoàn số 62 giữ phòng tuyến chính, trong khi sư đoàn 24 làm lực lượng dự phòng nếu quân Mỹ đổ bộ về phía nam. Sư đoàn 62 đã chọn được những vị trí chiến đấu vô cùng thuận lợi với lữ đoàn 63 ở cánh phải và lữ đoàn 64 ở cánh trái.
Hai sư đoàn quân Mỹ đã bất ngờ gặp phải sự kháng cự mạnh mẽ quanh đỉnh Cactus, Kiyaniku và Tombstone, khoảng 5 dặm về phía tây bắc Shuri. Một vị trí then chốt của nơi này, gọi là 'The Pinnacle' đã được trung đoàn số 184 chiếm được vào ngày 6 tháng 4 và đây cũng chính là nơi Phó đề đốc Matthew Calbraith Perry đã cắm lá cờ Mỹ năm 1853. Lữ đoàn 63 Nhật đã kiên cường chống trả suốt từ ngày 6 đến 8 tháng 4. Phải đến đêm ngày 8 tháng 4, quân đoàn XXIV Mỹ mới chiếm được đỉnh núi sau khi tiêu diệt một số vị trí phòng thủ mạnh của quân Nhật. Thương vong của lính Mỹ là 1.500 người trong khi có 4.500 lính Nhật bị bắt và bị giết. Cuộc chiến tại phòng tuyến Shuri chỉ mới bắt đầu.
Mục tiêu tiếp theo của người Mỹ là đỉnh Kakazu. Trung đoàn bộ binh 383 (thuộc sư đoàn bộ binh 96) bắt đầu tiến công nơi này vào ngày 9 tháng 4. Nhưng hết đợt này đến đợt khác, họ bị hỏa lực mạnh mẽ của quân Nhật đẩy lùi. Phải đến ngày 12 tháng 4, quân Mỹ mới chiếm được đỉnh núi với cái giá phải trả 451 người chết trong khi lữ đoàn 63 Nhật mất 5.750 người. Trong khi đó, sư đoàn 7 ở phía đông tiến rất chậm chạp vì địa hình hiểm trở và sức kháng cự mạnh của quân Nhật. Lực lượng dự phòng của tập đoàn quân số 10, sư đoàn thủy quân lục chiến số 2 rời Saipan ngày 11 tháng 4 dự tính đổ bộ lên đảo vào tháng 7 nhưng cuộc đổ bộ này đã không bao giờ diễn ra.
Đến thời điểm này, một số chỉ huy Nhật hiếu chiến muốn tổ chức phản công. Nhưng đại tá Hiromichi Yahara đã từ chối ý kiến của họ và chỉ ra rằng nếu cuộc phản công có thành công trên các đỉnh núi thì quân Nhật sẽ vẫn bị nghiền nát ở đồng bằng bởi hỏa lực Mỹ. Tuy nhiên khi quân Mỹ ngày càng sa lầy trước phòng tuyến Shuri, tướng Ushijima đã đưa ra kế hoạch phản công: trung đoàn bộ binh 22 (thuộc sư đoàn 24) sẽ di chuyển về phía bắc từ bán đảo Okoru tấn công quân Mỹ đang ở phía đông phòng tuyến của lữ đoàn 63. Phần còn lại của lữ đoàn 63 sẽ phối hợp cùng tiểu đoàn bộ binh 272 (thuộc sư đoàn 62) tấn công từ phía tây. Cuộc phản công đã bắt đầu vào lúc 19.00 ngày 12 tháng 4 sau 30 phút dọn bãi bằng pháo binh. Tuy nhiên do phối hợp tác chiến không đồng bộ cộng với hỏa lực quá lớn từ quân Mỹ nên cuộc phản công đã không thu được nhiều kết quả. Trung đoàn 22 Nhật do không quen với địa hình nên cuộc tấn công nên đã phải rút lui. Trong khi đó tiểu đoàn 272 Nhật lại gây ra cho sư đoàn 96 Mỹ nhiều khó khăn. Cuộc phản công của người Nhật tiếp tục diễn ra trong hai ngày 13 và 14 tháng 4 đã ngăn cản được bước tiến của quân Mỹ nhưng đồng thời khiến cho hàng nghìn lính Nhật chết trận. Nhiều chỉ huy Nhật đã phải ra lệnh cho quân lính mình rút lui và nhiều lính Nhật đứng tần ngần vì trước giờ chưa bao giờ nghe lệnh trên.
Trong lúc giao tranh ác liệt đang bắt đầu tại phòng tuyến Shuri, Bộ tư lệnh tối cao Nhật quyết định mở cuộc tấn công mới vào hạm đội Đồng Minh ngoài khơi Okinawa. 7 giờ 30 phút sáng ngày 13 tháng 4 khi các loa phóng thanh của quân đội Mỹ đồng loạt báo tin tổng thống Franklin D. Roosevelt đã từ trần chiều hôm qua thì cũng là lúc 185 máy bay Thần Phong, được 150 chiến đấu cơ Zero và 45 máy bay phóng ngư lôi yểm trợ tấn công hải quân Mỹ ngoài khơi Okinawa. Đây cũng là lần đầu tiên bom bay cảm tử OKA của Nhật xuất trận. Một bom bay đánh trúng khu trục hạm Mannert L. Abele làm chiếc này bị nổ tung, cắt làm hai và chìm. Các Kamikaze còn đánh chìm 1 tàu LST, làm hư hại nặng 1 thiết giáp hạm, 3 khu trục hạm và 8 hạm tàu khác. Tối hôm ấy, loa phát thanh Nhật đã kêu gọi:
"Quân đội Thiên hoàng chia buồn cùng quân Mỹ về cái chết của Tổng thống Roosevelt. Cái chết của ông ấy mở màn tấn thảm kịch của Mỹ và tấn thảm kịch ấy xảy ra ở đây, ngay đối với bản thân các người. Lực lượng đặc biệt của Nhật Bản sẽ liên tục đánh chìm tàu bè của các người. Các người sẽ làm bạn với cây cỏ của đảo này".

### Chiến sự phía bắc Okinawa

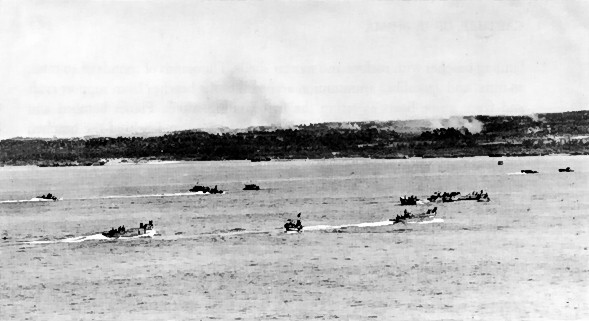
Lính Mỹ đổ bộ lên Ie Shima

Trong khi ở phía nam quân Mỹ dần bị sa lầy thì ở phía bắc họ lại tiến lên dễ dàng. Sư đoàn thủy quân lục chiến 6 tiến đến eo đất Ishikawa, một khu vực rừng núi với lực lượng phòng thủ của Nhật chỉ có hai tiểu đoàn đóng tại đỉnh núi Yae-Take cao 400m trên bán đảo Motobu. Địa hình rừng núi hiểm trở đã khiến cho việc sử dụng xe thiết giáp là không khả thi. Thủy quân lục chiến Mỹ bắt đầu tấn công vào ngày 14 tháng 4 và trận đánh tại đây đã kéo dài 4 ngày cho đến khi thủy quân lục chiến Mỹ chiếm được bán đảo ngày 18 tháng 4. Quân Mỹ đã đếm được xác 700 lính Nhật, trong khi số lính Nhật còn lại chạy về phía nam hoặc tiếp tục lẩn trốn trong rừng núi thực hiện chiến tranh du kích. Nhiều cư dân Okinawa do ảnh hưởng của bộ máy tuyên truyền Nhật Bản cũng đã tham gia chiến đấu cùng lính Nhật và phá hoại các cơ sở của quân Mỹ. Cuối cùng, sư đoàn bộ binh 27 Mỹ đã đến thay sư đoàn thủy quân lục chiến 6 tiếp tục chiến đấu ở bắc đảo ngày 4 tháng 5. Tổng cộng, sư đoàn 6 thủy quân lục chiến thương vong 1.837 người. Sư đoàn 27 tiếp tục tiêu diệt các ổ kháng cự của quân Nhật trong tháng 5 và đầu tháng 6 trước khi tuyên bố khu vực này an toàn vào ngày 4 tháng 8.
Bên ngoài bán đảo Motobu về phía tây là hòn đảo Ie Shima dài 7 km, rộng 1 km và trên đó có 1 sân bay. Ngày 16 tháng 4, sư đoàn 77 bộ binh Mỹ đã đổ bộ lên đây. Tại đây họ phải đối đầu với một sự kháng cự mãnh liệt từ những cuộc tấn công của máy bay Thần phong và cả những người phụ nữ người Nhật được trang bị vũ khí. Phải đến 3 ngày sau, ngày 21 tháng 4, chiến sự tại Ie Shima mới chấm dứt và hòn đảo trở thành một căn cứ không quân mới chống lại người Nhật. 4.700 lính Nhật tử trận trong đó có 1.500 dân quân, khoảng 1/3 dân cư trên đảo chết. Thương vong của lính Mỹ là 1.118 người (218 người chết). Ernie Pyle, một phóng viên chiến tranh nổi tiếng đã bị giết bởi đạn súng máy vào ngày 18 tháng 4. Sư đoàn bộ binh 77 đã dựng bia kỉ niệm cho anh tại nghĩa trang của sư đoàn. Từ ngày 25 đến 28 tháng 4, sư đoàn 77 được đưa đến Okinawa. Cư dân trên đảo Ie Shima được đưa ra khỏi đảo để không cản trở công việc xây sân bay. Sau chiến tranh họ được đưa trở về.

### Quân Mỹ đánh chiếm phòng tuyến Shuri

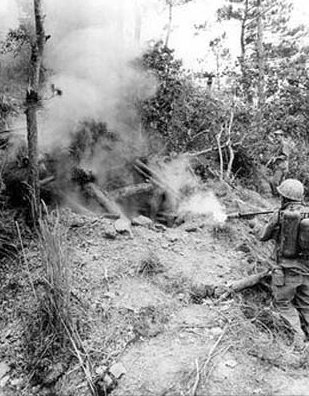
Lính Mỹ sử dụng súng phun lửa tại Okinawa để tiêu diệt quân Nhật trong các hang động

Sau hai tuần giao tranh, quân đoàn 32 Nhật thiệt hại 7.000 người nhưng phòng tuyến dãy đồi Shuri vẫn được giữ vững. Từ ngày 14 tháng 4 người Mỹ đã bắt đầu chuẩn bị cho cuộc tấn công vào phòng tuyến Shuri, nơi có 65.000 quân Nhật đang trú phòng. Sư đoàn 62 Nhật giữ việc phòng thủ trên toàn phòng tuyến, lữ đoàn 64 đào hào quanh khu vực trung tâm và phía tây còn lữ đoàn 63 đồn trú ở phía đông, chủ yếu quanh Urasoe-Mura và Tanabaru. Trung tướng John Hodge, tư lệnh quân đoàn XXIV dự đoán cuộc chiến sẽ ác liệt và quân Mỹ phải tiến từng bước một.
Sư đoàn 27 thực hiện cuộc tấn công sơ bộ vào đêm ngày 18 tháng 4, bí mật xây một chiếc cầu băng ngang vịnh Machinato nối liên Uchitomari và Machinato tại bờ biển phía tây. Cuộc tấn công chính thức bắt đầu lúc 06.40 ngày 19 tháng 4 (tài liệu khác ghi là 5:40 ngày 20 tháng 4) bằng hỏa lực từ hải pháo từ các chiến hạm Mỹ và 27 tiểu đoàn pháo binh. Ngoài ra người Mỹ còn sử dụng cả không quân yểm trợ. Trong cuộc bắn pháo chuẩn bị này, quân Mỹ đã bắn tổng cộng 19.000 đạn trái phá. Sau đó, sư đoàn 7 tấn công ở mặt đông, sư đoàn 96 ở phần giữa và sư đoàn 27 tấn công vùng núi yên ngựa ở phía tây phòng tuyến Nhật. 

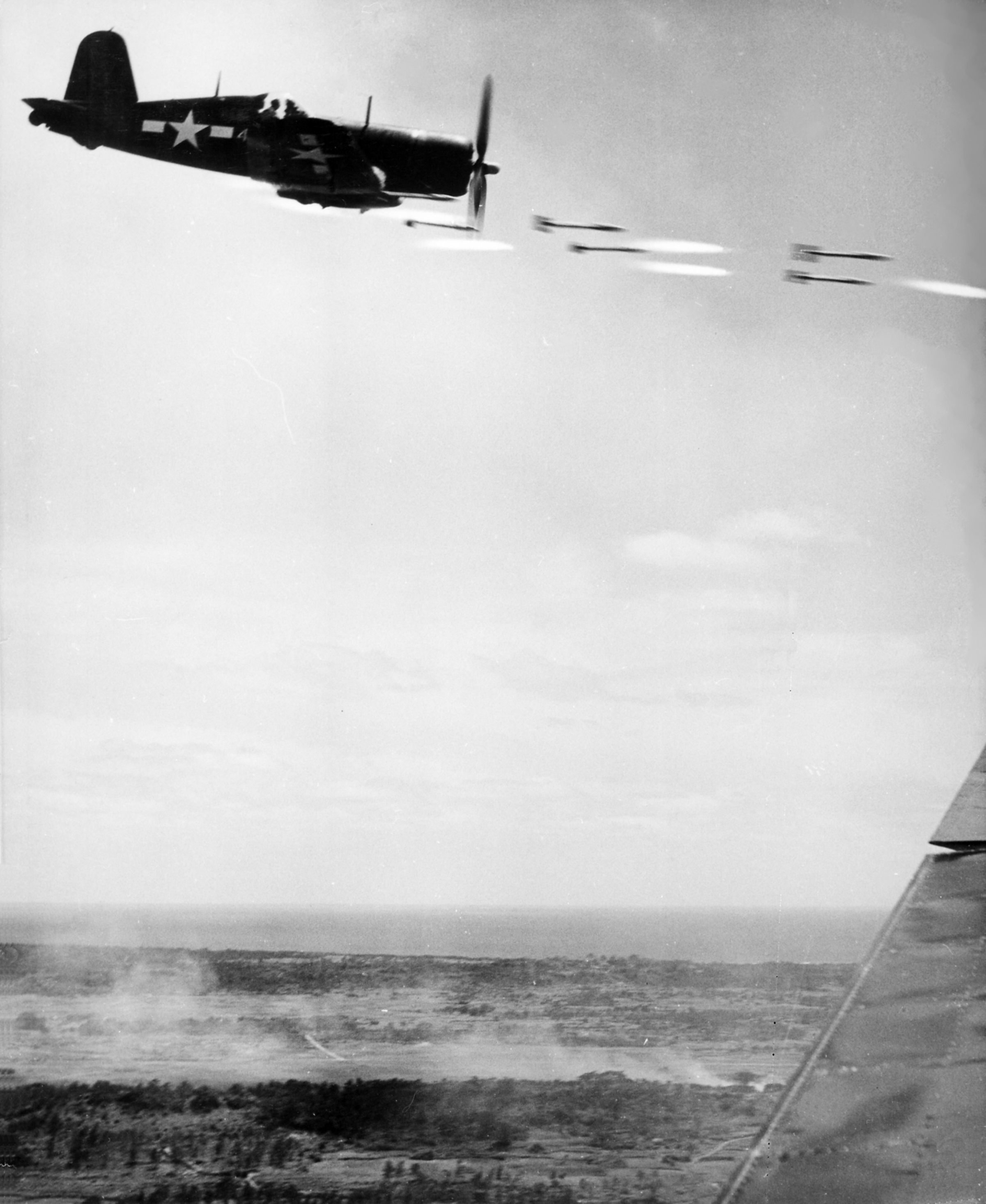
Một máy bay F4U Corsair đang phóng tên lửa yểm trợ quân Mỹ tại Okinawa

Mặc dù bị pháo kích mãnh liệt nhưng quân Nhật vẫn không thiệt hại bao nhiêu và ra sức chống cự quyết liệt. Sư đoàn 7 nhắm thẳng mục tiêu là đỉnh Skyline án ngữ phía đông phòng tuyến nhưng tiến lên không được bao nhiêu. Sư đoàn 96 cũng không khá hơn trong cuộc tấn công vào giữa 2 đỉnh núi Tombstone và Nishibaru. Sư đoàn 27 đạt được một số thành công tại Urasoe-Mura nhưng thất bại trong cuộc tấn công lên đỉnh Kakazu khiến cho tiểu đoàn tăng 93 mất 22 xe tăng. Suốt bốn ngày chiến đấu ác liệt, quân Mỹ không tiến được bao nhiêu, nơi sâu nhất chỉ 900 m. Tổng cộng quân đoàn XXIV tổn thất 720 người.
Tuần lễ tiếp theo tiếp tục chứng kiến các nỗ lực tấn công của 3 sư đoàn Mỹ nhưng không một đơn vị nào tiến sâu được hơn 1,188 km. Tuy nhiên các đỉnh núi Kakazu, Nishibaru và Tanabaru cuối cùng cũng đã bị người Mỹ chiếm nhưng trung đoàn bộ binh 22 Nhật vẫn tiếp tục cầm chân sư đoàn 7 Mỹ ở phía đông. Quân Mỹ đã cho tập hợp toàn bộ các lực lượng dự phòng để thành lập Lực lượng Đặc nhiệm Bradford, phối hợp cùng xe thiết giáp tấn công vào ổ kháng cự còn sót lại ở Kakazu vào ngày 24 tháng 4 nhưng khi đến nơi họ mới phát hiện quân Nhật đã bỏ đi. Ngày 27 tháng 4, người Mỹ chiếm được dãy núi yên ngựa Maeda nhưng triền phía đông vẫn còn do quân Nhật chiếm giữ. Quân Nhật thuộc sư đoàn 24 liền cho phản công. Nhiệm vụ chiếm lại đỉnh đồi được giao cho tiểu đoàn 7 bao gồm các học sinh trung học địa phương tình nguyện, do một đại úy mới 22 tuổi tên là Tsune Shimura chỉ huy. Hết đợt này đến đợt nọ, họ leo lên đồi dưới làn mưa đạn và cuối cùng chiếm lại được dãy đồi Maeda. 600 người đi, kiểm tra lại chỉ còn 450 người.
Trong những ngày cuối cùng của tháng tư, các sư đoàn Mỹ chỉ đạt được một ít thành công. Sư đoàn 7 tiến đến đỉnh Kochi nhưng lần nữa bị trung đoàn 22 Nhật đẩy lùi. Sư đoàn 96 tiến lên chậm chạp trước sức kháng cự của trung đoàn 32 Nhật tại Urasoe-Mura. Đến thời điểm này cả ba sư đoàn này đều đã kiệt sức và mất dần khả năng chiến đấu. Có ý kiến cho rằng nên để sư đoàn 77 đổ bộ lên bờ biển tây nam Minatogawa để kéo các lực lượng Nhật ra khỏi phòng tuyến Shuri nhưng tướng Simon Bolivar Buckner đã từ chối ý kiến trên vì ông cho rằng quá mạo hiểm nếu để một sư đoàn nằm sâu sau phòng tuyến địch, điều này dẫn đến khó khăn về hậu cần cũng như cần có tàu chiến yểm trợ. Sau cùng, sư đoàn 1 thủy quân lục chiến đã được đưa đến thay thế sư đoàn 27 ở phía tây chiến tuyến. Sư đoàn này đã chết 2.700 người cùng với số bị thương và mất tích quá lớn khiến nó không còn khả năng chiến đấu. Sư đoàn 77 cũng đến thay thế sư đoàn 7. Những nỗ lực tiến công của người Mỹ kéo dài đến ngày 3 tháng 5 thì tạm dừng khi quân Nhật bắt đầu cuộc phản công lớn của họ tại Okinawa.

### Cuộc phản công của người Nhật

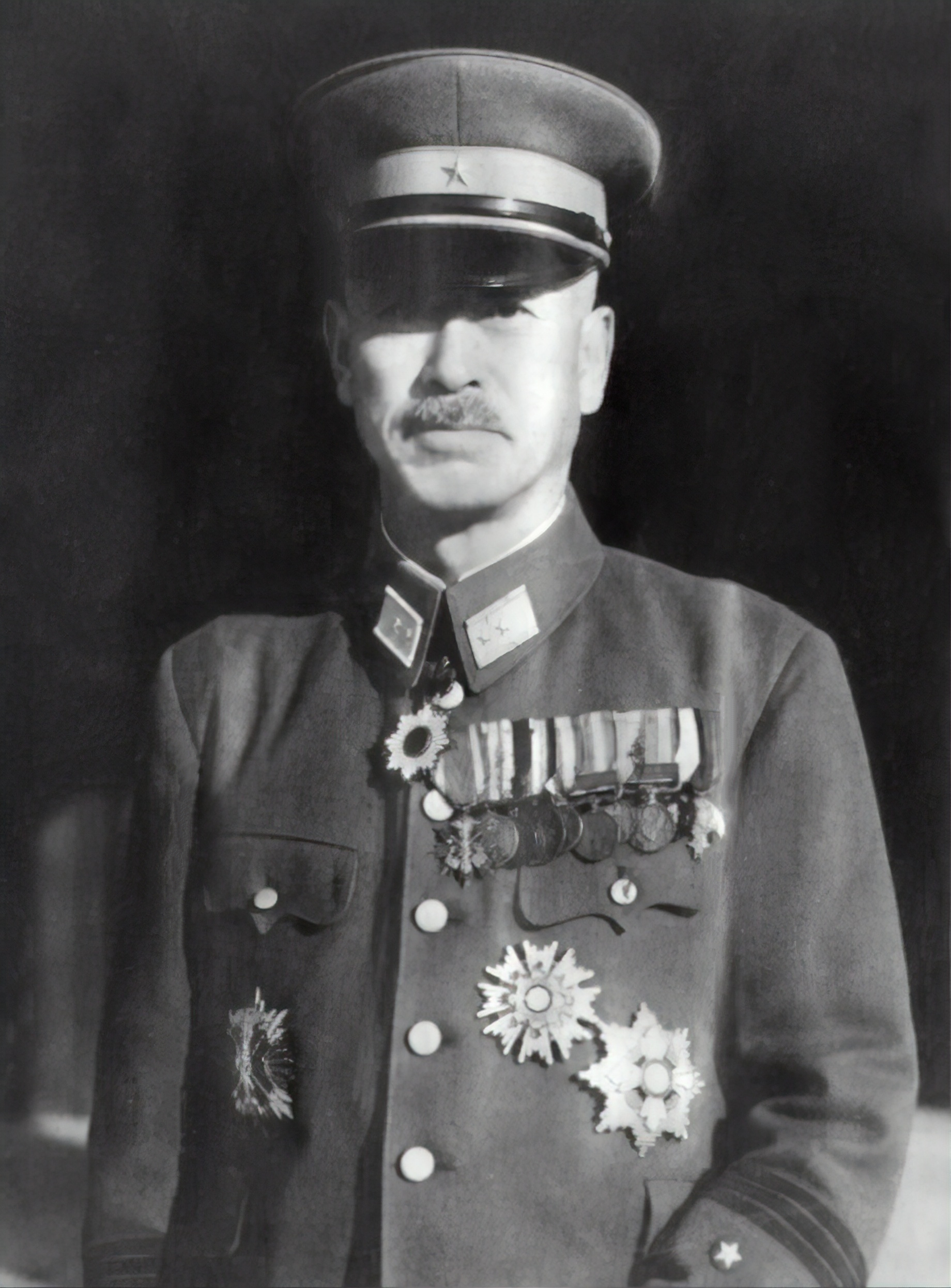
Tướng tư lệnh Mitsuru Ushijima

Sau một tháng chiến đấu, ngày 1 tháng 5, một cuộc họp quan trọng của quân Nhật tại Okinawa được triệu tập trong hang động dưới chân lâu đài Shuri. Trong cuộc họp có mặt tư lệnh Mitsuru Ushijima, Tham mưu trưởng là thiếu tá Isamu Cho, trưởng phòng tác chiến đại tá Hiromichi Yahara và các đơn vị trưởng từ cấp lữ đoàn trở lên. Trong buổi họp này đã diễn ra cuộc tranh cãi gay gắt. Tướng tư lệnh Ushijima quyết giữ vững lập trường không tổ chức phản công quyết tử và kéo dài cuộc kháng cự. Ý kiến này của ông đã được đại tá Yahara ủng hộ. Tuy nhiên tướng Cho và một số chỉ huy sư đoàn, lữ đoàn hiếu chiến khác lại nhất quyết đòi mở một cuộc phản công. Cuối cùng hai bên đi đến một thỏa hiệp là sẽ tổng tiến công nhưng phải đợi 2 ngày nữa mới có thời gian lập kế hoạch.
Theo kế hoạch phản công vạch ra, quân Nhật sẽ cho tiến công cùng lúc với các máy bay xuất phát từ Nhật tấn công hạm đội Mỹ và yểm trợ cho bộ binh. Cuộc tấn công sẽ diễn ra theo 2 cánh: cánh phía đông là hai trung đoàn bộ binh còn cánh phía tây là lữ đoàn hỗn hợp số 44. Toàn bộ xe tăng và pháo binh của quân đoàn sẽ yểm trợ cho cả hai cánh quân đó. Mỗi cánh lại có một phân đội đổ bộ ở phía sau lưng quân Mỹ để quấy rối. Còn một trung đoàn nữa sẽ băng qua dãy Maeda tiến tới những cao điểm giữa phòng tuyến Mỹ.
Chiều ngày 3 tháng 5, pháo binh Nhật bắt đầu nã đạn vào quân Mĩ trong khi ở ngoài khơi các máy bay Thần Phong bắt đầu tấn công các tàu chiến Mỹ. Khu trục hạm Little, tàu đổ bộ USS LSM-195 phát nổ và chìm ngay, 5 tàu khác bốc cháy. Vào giữa khuya đến lượt 60 máy bay Nhật đến bỏ bom quân Mỹ trong lúc hai đoàn thuyền nhỏ chở quân Nhật luồn lách đổ quân sau lưng phòng tuyến Mỹ. Phân đội đổ bộ ở phòng tuyến phía đông gồm khoảng 100 người đang di chuyển trên thuyền thì bị tàu Mỹ đánh đắm và chết chìm gần hết. Phân đội đổ bộ ở phía tây lên bờ ngay nơi trú phòng của trung đoàn thủy quân lục chiến Mỹ. Vì có người hô "Banzai" (Vạn tuế) quá sớm nên chưa kịp xung phong đã bị người Mỹ phát hiện và tiêu diệt. Tổng số 88 người không còn ai sống sót.
4 giờ sáng ngày 4 tháng 5, cuộc tấn công chính bắt đầu. Cánh quân phía tây tiến đánh phía bên phải phòng tuyến quân Mỹ. 2.000 quân thuộc lữ đoàn hỗn hợp số 44 xung phong băng ngang qua một vùng đất trống, bị pháo binh và đạn súng cối Mỹ đập tan nát nên không chiếm được mục tiêu đã định. Ở cánh phía đông, hai trung đoàn bộ binh Nhật có xe tăng yểm trợ thọc sâu vào phòng tuyến Mỹ. Pháo binh Mỹ bắn đạn bọc thép phá hủy phần lớn số xe tăng ấy. Mặc dù chỉ còn 9 xe tăng, đại úy Ito và 600 quân phối hợp cùng xe tăng vẫn đến được làng Tanabaru. Trung đoàn tiến qua dãy Maeda cũng bị chặn đánh quyết liệt, không tới được mục tiêu.
Đến trưa ngày 5 tháng 5, tin tức các nơi bay về cho chỉ huy sở báo cáo quân Nhật thảm bại ở nhiều nơi nên tướng Ushijima ra lệnh rút quân. Trong cuộc phản công này, người Nhật đã tận dụng mọi khả năng vẫn không thắng nổi quân đoàn XXIV của tướng Hodge. Cuộc phản công thất bại làm quân Nhật tổn thất nặng. Khoảng 60.000 lính Nhật đã bị loại khỏi vòng chiến kể từ khi trận đánh bắt đầu khiến quân Nhật không còn đủ sức giữ phòng tuyến nữa. Tuy nhiên quân Mỹ cũng bị thiệt hại nặng nề, như tiểu đoàn 1 thuộc trung đoàn bộ binh số 307 mất hơn một nửa quân số trong tám ngày và chỉ trong hai ngày mất 8 đại đội trưởng. Dãy Maeda giờ đây đã trở về tay người Mỹ.
Quân Nhật sau khi phản công thất bại đã cho củng cố lại phòng tuyến và đưa thêm lính nghĩa vụ từ các vùng lân cận để bổ sung quân số, chuẩn bị cho cuộc chiến đấu đến cùng với người Mỹ. Sư đoàn 62, giờ chỉ còn 1/3 quân số, phòng thủ phía tây phòng tuyến còn sư đoàn 24 (còn khoảng 2/3 quân số) phòng thủ các vị trí còn lại. Lữ đoàn hỗn hợp 44 (còn 4/5 quân số) sẽ yểm trợ cho sư đoàn 62.

### Phòng tuyến Shuri sụp đổ

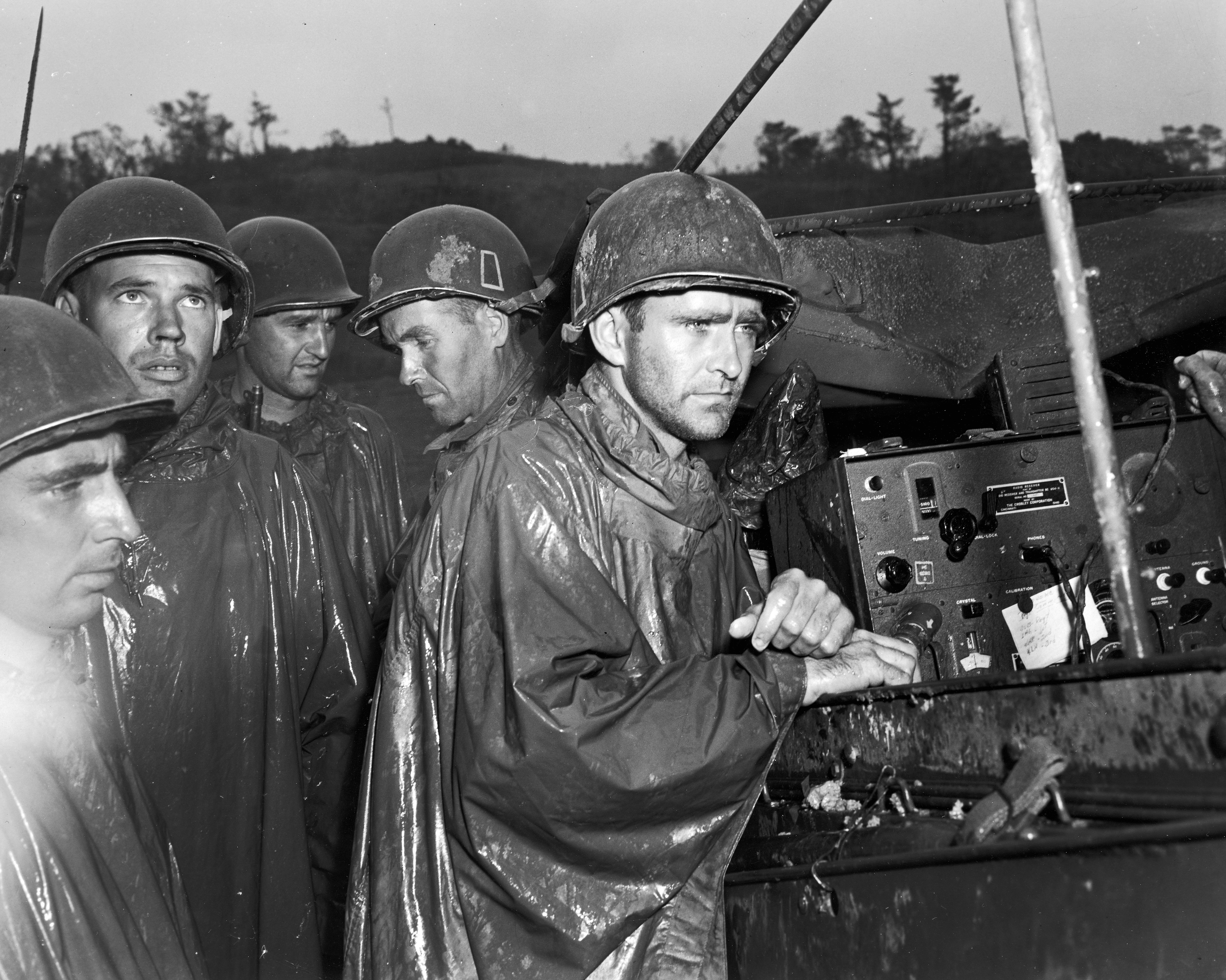
Lính Mỹ thuộc sư đoàn bộ binh 77 đang lắng nghe tin Đức Quốc xã đầu hàng Đồng Minh ở Châu Âu vào ngày 8 tháng 5 năm 1945

Quân đoàn Đổ bộ III nắm lại quyền chỉ huy sư đoàn thủy quân lục chiến 1 vào ngày 7 tháng 5. Ngày 8 tháng 5, ngày Đức Quốc xã chính thức đầu hàng Đồng Minh ở Châu Âu, sư đoàn 96 được đưa đến thay thế sư đoàn 7. Tin Đức thua trận ở châu Âu đã cổ vũ mạnh mẽ tinh thần quân Mỹ ở đây. Ngày 11 tháng 5, Tập đoàn quân số 10 bắt đầu lại cuộc đột phá phòng tuyến Nhật bằng quân đoàn Đổ bộ III (gồm 2 sư đoàn thủy quân lục chiến 1 và 6) ở phía tây và quân đoàn XXIV (gồm 2 sư đoàn bộ binh 77 và 96) ở phía đông. Mỗi sư đoàn đều có mục tiêu riêng. Sư đoàn 96 sẽ tấn công đồi Conical (đồi Hình nón), sư đoàn 77 là lâu đài Shuri, sư đoàn 1 thủy quân lục chiến là Dakeshi-Wana-Wana, hệ thống phòng thủ liên hợp của phòng tuyến Shuri và cuối cùng sư đoàn 6 thủy quân lục chiến là đồi Sugar Loaf. Nhiệm vụ chiếm đồi Sugar Loaf được xem là khó khăn nhất. Ngọn đồi cao khoảng 15 m (50 feet) với lực lượng quân Nhật phòng thủ tại đây gồm 5 tiểu đoàn, trung đoàn hỗn hợp 15 và lữ đoàn hỗn hợp 44, 1 khẩu đội pháo phòng không 75mm.

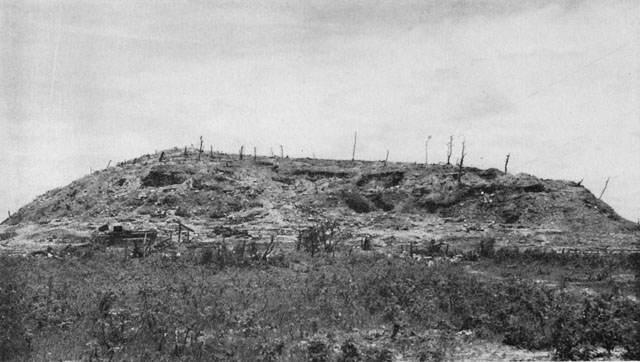
Đồi Sugar Loaf vào năm 1945

Quân Mỹ tiến lên chậm nhưng vững chắc, mặc dù vậy hai sư đoàn ở trung tâm đã không thành công như hai sư đoàn ở hai cánh. Sư đoàn thủy quân lục chiến 6 sau đó đã gặp phải thử thách lớn là hệ thống phòng thủ của quân Nhật trên đồi Sugar Loaf trong khi các sư đoàn còn lại cũng lao vào các trận đánh trên các đồi và đỉnh núi, nơi quân Nhật đồn trú kiên cường chống trả. Hai trung đoàn 22 và 29 của sư đoàn thủy quân lục chiến 6 đã tiến đến vị trí phòng thủ chính của đồi vào ngày 14 tháng 5 sau khi vượt sông Ada. Cuộc tấn công đầu đã bị đẩy lùi dù có xe tăng yểm trợ. Cuộc tấn công thứ hai do thiếu tá Courtney chỉ huy và có sự yểm trợ của pháo binh cũng thất bại khi thủy quân lục chiến quyết định rút lui. Đồi Sugar Loaf tiếp tục đứng vững trước các đợt tấn công cho đến tận ngày 18 tháng 5. Trong ngày này, thủy quân lục chiến đã quyết định chiếm ngọn đồi bằng cách đưa ba xe tăng vào vị trí mà từ đó có thể khai hỏa vào quân Nhật khi họ xuất hiện từ các hang động để chiếm các vị trí phòng thủ trên đỉnh đồi. Xe tăng đã tiêu diệt hết những lính Nhật xuất hiện tạo điều kiện cho thủy quân lục chiến chiếm được đỉnh đồi và sau đó tràn xuống đánh chiếm các vị trí khác. Tuy nhiên phải đợi đến 4 ngày sau thủy quân lục chiến mới quét sạch được lính Nhật trong khu vực. Sư đoàn 6 thủy quân lục chiến sau trận đánh tại đồi Sugar Loaf đã phải chịu thương vong 2.662 người cùng với 1.289 người khác ở trong tình trạng kiệt quệ. Mục tiêu tiếp theo của họ là Naha, thành phố thủ phủ của Okinawa.
Sư đoàn thủy quân lục chiến 1 cũng hoàn thành được mục tiêu đã định là Dakeshi-Wana vào ngày 14 tháng 5 và tiến sát đến phòng tuyến Shuri. Còn sư đoàn bộ binh 77 cũng chiếm được hệ thống phòng thủ Chocolate Drop – đồi Wart Hill – đồi Flattop nằm ở trung tâm đảo sau nhiều ngày giao tranh ác liệt với quân Nhật được trang bị súng máy, súng cối và pháo chống tăng 47mm. Nhiều đại đội của sư đoàn này đã mất đến 85% quân số. Mục tiêu tiếp theo của sư đoàn này là đỉnh Ishimmi, vị trí phòng thủ nằm trên con đường trực tiếp vào Shuri.
Trong khi đó, ngày 13 tháng 5, sư đoàn bộ binh 96 và tiểu đoàn tăng 763 đã chiếm được đồi Conical (đồi Hình nón). Ngọn đồi cao 145 m (476 feet) với 1000 quân Nhật trú phòng này là vị trí quan trọng ở phía đông phòng tuyến Shuri. Ngày 19 tháng 5, sư đoàn bộ binh 7, từng được sư đoàn 96 thay thế bây giờ trở lại nhiệm vụ và mục tiêu của họ là Yonabaru. Thị trấn này nhanh chóng bị chiếm trước sự ngạc nhiên của quân Nhật. Kế hoạch tiếp theo của người Mỹ là bao vây và ngăn không cho quân Nhật ở phòng tuyến Shuri rút quân. Đến ngày 21 tháng 5, thành phố Shuri đã bị vây từ ba phía tuy nhiên những trận mưa như trút nước đã cản bước tiến quân Mỹ.
Lợi dụng thời cơ này, tướng tư lệnh Ushijima ra lệnh cho rút dần quân ra khỏi phòng tuyến Shuri. Ông đã nhận được tin từ trung tướng Miyazaki Suichi thuộc Bộ tổng tư lệnh Lục quân tại Tokyo rằng cơ hội nhận thêm được quân và đồ tiếp viện từ Nhật Bản đến Okinawa là rất khó. Ushijima giờ đây có ba lựa chọn: 1 là tập trung toàn bộ quân lực giữ phòng tuyến Shuri cho đến người cuối cùng, 2 là rút lui về bán đảo Chinen và 3 là rút lui về bán đảo Kiyan. Nhận thấy rằng phòng tuyến Shuri đã sắp sụp đổ, tướng Ushijima bỏ qua lựa chọn thứ nhất để bảo toàn lực lượng kéo dài thời gian trận đánh. Lựa chọn thứ 2 cũng không được vì bán đảo Chinen đã không được chuẩn bị cho công cuộc phòng thủ. Cuối cùng, ông chọn rút lui về bán đảo Kiyan, nơi mà sư đoàn 24 đã có sự chuẩn bị cần thiết, đồng thời một lượng lớn hàng dự trữ và kho đạn ở đây đủ sức cho quân Nhật chiến đấu đến cùng. Dưới những cơn mưa tầm tã, quân Nhật cho tổ chức rút lui. Sư đoàn 62 rút vào ngày 25 tháng 5 và tổ chức tấn công một số đơn vị của quân đoàn XXIV để khiến cho người Mỹ tưởng rằng quân Nhật đang có ý định chuẩn bị tổ chức phản công để giữ phòng tuyến Shuri bằng mọi giá. Sau đó, sư đoàn này thành lập một phòng tuyến mới phía sau phòng tuyến Shuri và tại đây họ đã bị quân Mỹ tấn công từ ngày 30 tháng 5 đến 4 tháng 6. Sư đoàn 24 rút vào ngày 29 tháng 5 và thành lập 1 phòng tuyến mới phía nam Itoman tại bờ biển phía tây còn lữ đoàn hỗn hợp 44 lại thành lập phòng tuyến ở bờ biển phía đông. Đêm ngày 26 tháng 5, bộ tư lệnh của tướng Ushijima cũng rời khỏi hang động dưới chân lâu đài Shuri. Như vậy, mặc dù quân Nhật tại thành phố Shuri còn chiến đấu thêm 1 tuần và ở sân bay Naha thêm 2 tuần nữa, phòng tuyến Shuri xem như đã sụp đổ.

### Chiến công của các Thần phong

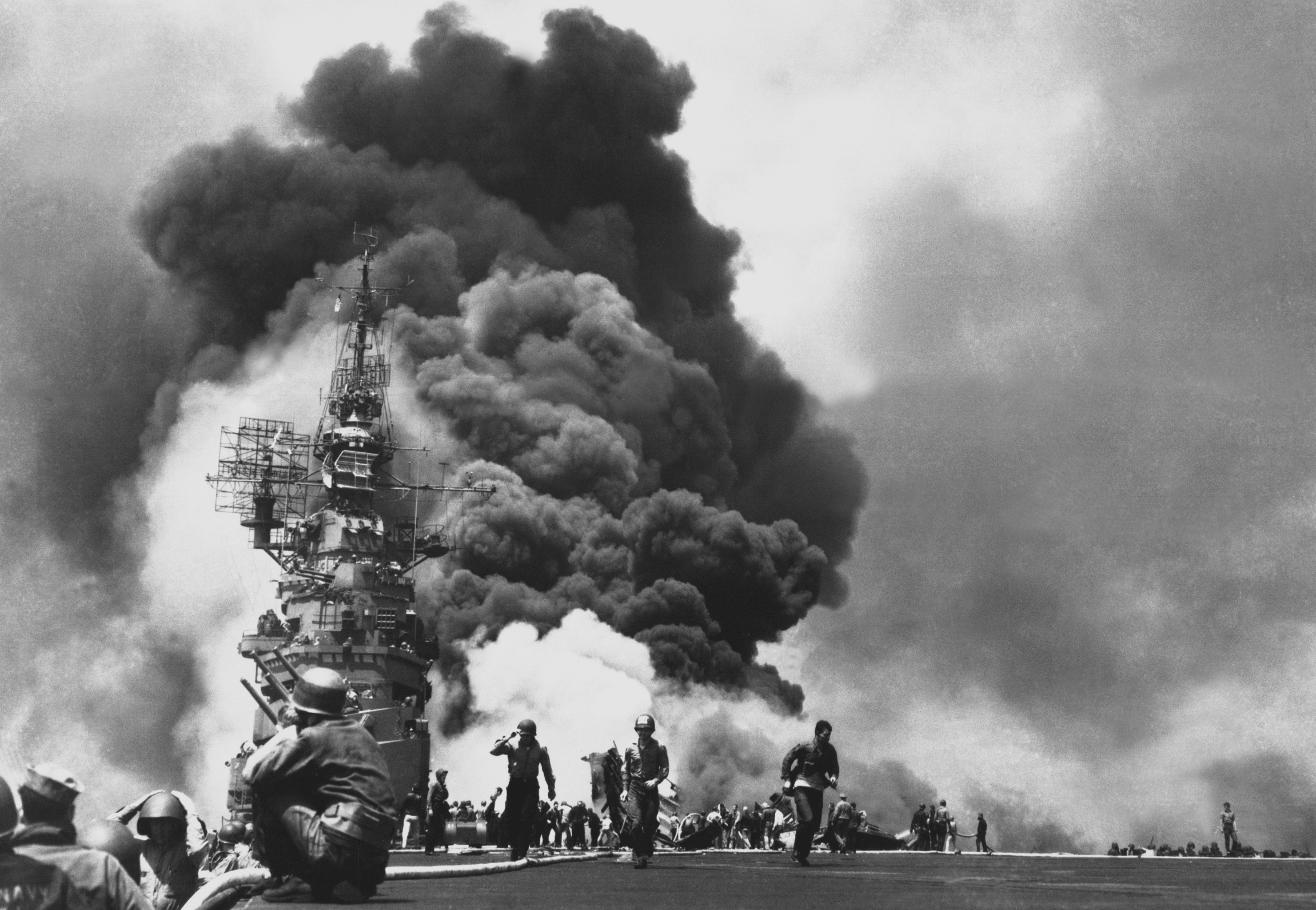
USS Bunker Hill đang bốc cháy sau khi bị hai Kamikaze tấn công trong vòng 30 giây

Ngày 25 tháng 5, phối hợp với cuộc rút quân ở phòng tuyến Shuri, người Nhật đã cho xuất kích đợt tấn công thứ 7 của các máy bay Thần phong (Kamikaze). Chiến thuật Kamikaze ra đời từ trận hải chiến vịnh Leyte nhưng khi đến trận Okinawa nó đã trở thành quốc sách và là một phần của chiến lược, chiến thuật trong trận đánh. Trong ngày này, suốt 12 giờ liền, 176 máy bay Thần phong chia làm nhiều đợt từ Nhật Bản bay đến Okinawa lao mình xuống hạm đội Mỹ. USS LSM-135 chìm, 4 chiến hạm khác bị cháy và hư hại nặng. Chuẩn đô đốc C.R.Brown có mặt trong hạm đội Mỹ tại Okinawa đã viết như sau:
Chuẩn đô đốc C.R. Brown
Cùng ngày hôm đó, 5 chiếc máy bay hai động cơ từ Nhật bay đến đã xuyên qua hệ thống phòng không, len lỏi vào không phận sân bay Youtan ở giữa đảo. Bốn chiếc bị bắn rơi, một chiếc từ từ hạ cánh xuống đường băng. Máy bay vừa dừng lại thì lực lượng cảm tử quân Nhật ùa ra chạy đến bãi đậu máy bay và bồn chứa nguyên liệu của Mỹ. Họ dùng bộc phá, lựu đạn và tiểu liên phá hủy 7 máy bay Mỹ, làm hư hại 26 chiếc khác và làm cháy 2 bồn chứa 70.000 gallon xăng máy bay.
Trong khi các máy bay Thần phong đang tấn công hạm đội Đồng minh ngoài khơi, hạm đội Thái Bình Dương của Hải quân Hoàng gia Anh đã thực hiện thành công nhiệm vụ vô hiệu hóa các sân bay của người Nhật tại quần đảo Sakishima từ ngày 26 tháng 3 đến 10 tháng 4. Từ ngày 10 tháng 4, hạm đội này chuyển sang nhiệm vụ mới là các sân bay phía bắc đảo Đài Loan và trở về vịnh San Pedro ngày 23 tháng 4. Đến ngày 1 tháng 5, hạm đội này trở lại nhiệm vụ đánh phá các sân bay như trước kia, lần này là bằng hải pháo và máy bay. Nhiều cuộc tấn công Kamikaze đã gây ra nhiều thiệt hại đáng kể cho hạm đội nhưng kể từ khi người Anh sử dụng sàn bay bọc thép trên các hàng không mẫu hạm thì những cuộc tấn công này chỉ còn gây ra một ít khó khăn trong việc thực hiện kế hoạch đã định.
Trong 3 tháng trận Okinawa, các máy bay Thần phong Nhật Bản đã xuất kích 1900 phi vụ. Các chiến đấu cơ Mỹ phối hợp với mạng lưới phòng không dày đặc đã bắn rơi gần 90% số máy bay Thần phong trước khi số máy bay này lao đầu xuống mục tiêu. Tuy vậy, mặc dù tỉ lệ thành công thấp, lực lượng Thần phong phối hợp với các chiến đấu cơ và oanh tạc cơ khác cũng đã gây thiệt hại nặng hạm đội Đồng Minh tại Okinawa. Kể từ ngày 6 tháng 4 cho đến ngày trận đánh kết thúc, 30 hạm tàu các lại của hải quân Mĩ đã bị đánh chìm (trong đó có 12 khu trục hạm), 223 hạm tàu khác bị trọng thương (trong đó có 19 thiết giáp hạm, 8 hàng không mẫu hạm bao gồm 3 chiếc của hải quân Anh, 2 hàng không mẫu hạm nhẹ, 2 hàng không mẫu hạm hộ tống). Trong số các hàng không mẫu hạm bị thương nặng nhất có các chiếc Franklin và Bunker Hill của hải quân Mĩ, Victorious và Indefatigable của hải quân Hoàng gia Anh. Số binh lính và sĩ quan Đồng minh tử trận lên đến 4.907 người và 4.824 người khác bị thương. Số tổn thất nhân mạng của hải quân Mỹ (không kể thủy quân lục chiến) ở Okinawa chiếm tổng số 1/7 tổng số thiệt hại từ đầu chiến tranh lúc đó. Do phải chịu thiệt hại nặng nề nên hạm đội 5 Hải quân Mỹ của đô đốc Raymond Spruance đã phải rời khỏi chiến trường và thay thế bằng hạm đội 3 của đô đốc William Halsey.
Để đạt được những kết quả trên, Nhật Bản đã mất 4.000 máy bay các loại (đa số là các máy bay Thần phong) cùng với số phi công tương đương. Tuy nhiên, chiến công của các Thần phong tuy lớn nhưng cũng không thể giúp người Nhật xoay chuyển tình thế ở Okinawa cũng như toàn bộ cuộc chiến.

### Trận đánh kết thúc

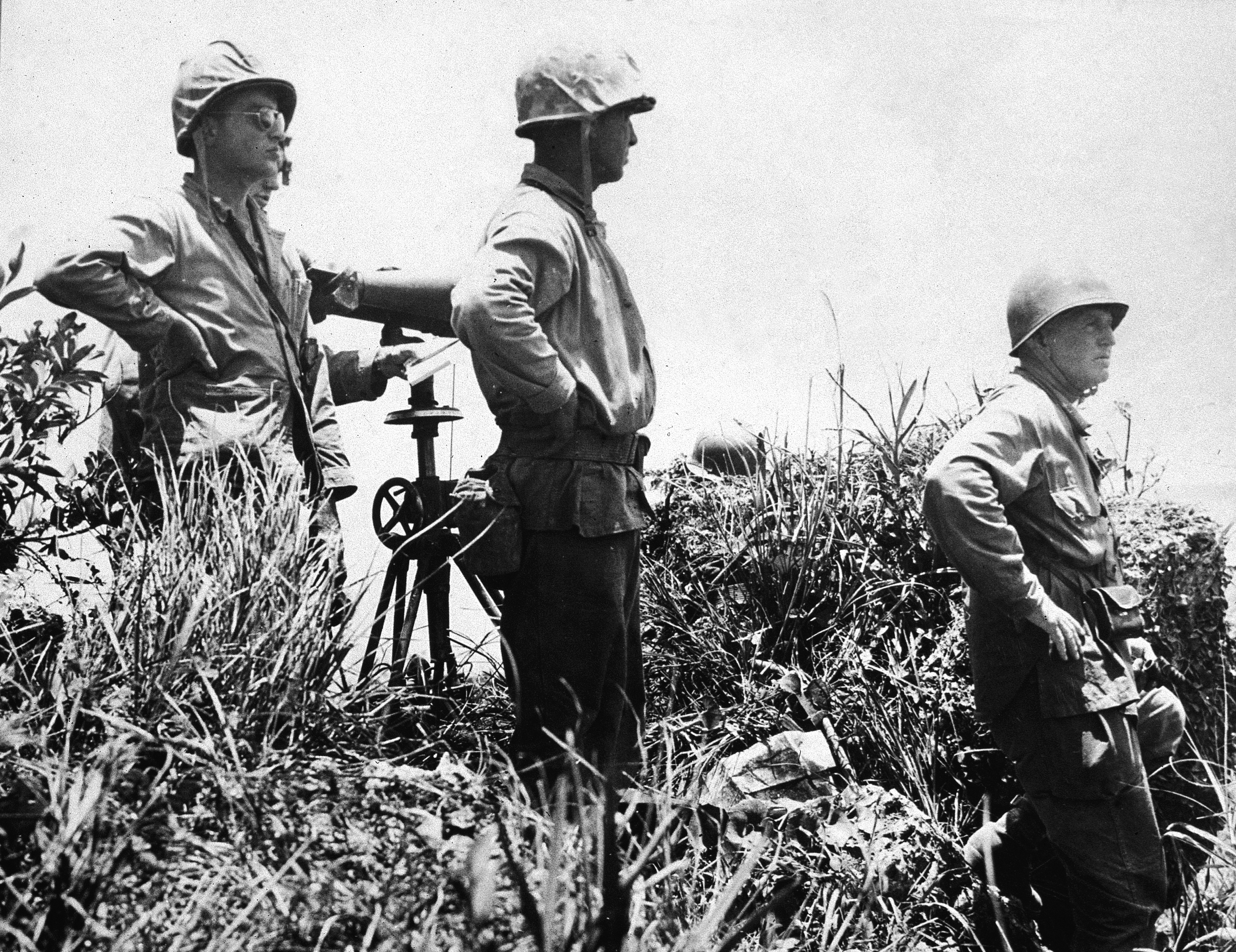
Bức ảnh cuối cùng của thiếu tướng Simon Bolivar Buckner, Jr.

Sau khi phòng tuyến Shuri sụp đổ, tướng Mitsuru Ushijima ra lệnh lui về phía nam 15 km, đến một dãy núi cao thẳng đứng xuống biển. Đây là tuyến phòng thủ cuối cùng của quân Nhật, đằng sau họ là biển Đông Hải.
Ngày 29 tháng 5, trung đoàn 22 thủy quân lục chiến chiếm Naha. Trong khi đó tại lâu đài Shuri, người Nhật chỉ để lại khoảng 200 quân, phần lớn là những thương binh và một lượng lớn cư dân trên đảo Okinawa. Lâu đài Shuri đã bị thiết giáp hạm USS Mississippi bắn phá trong suốt 3 ngày và thủy quân lục chến Hoa Kỳ đã dễ dàng chiếm được lâu đài. Thiếu tướng Pedro del Valle, chỉ huy sư đoàn thủy quân lục chiến số 1 đã đưa tiểu đoàn 1 thuộc trung đoàn 5 đến chiếm lâu đài mặc dù lâu đài nằm ngoài khu vực hoạt động của thủy quân lục chiến (thuộc khu vực sư đoàn bộ binh 77). Del Valle sau đó được trao tặng Huân chương Chiến công Xuất sắc Hải quân.
Ngày 1 tháng 6, quân Mỹ tiến gần đến thành lũy cuối cùng của quân Nhật. Họ bắt đầu tấn công vị trí yếu nhất của hệ thống phòng thủ Nhật là một trái núi đầy hang động thuộc căn cứ hải quân Okinawa trên bán đảo Oroku nơi có 2.000 lính hải quân đang đóng giữ. Ngày 11 tháng 6, sư đoàn 6 thủy quân lục chiến đã bao vây toàn bộ quân Nhật tại đây. Thiếu tướng Minoru Ota, sĩ quan cao cấp nhất ở đây đã gửi điện tín vĩnh biệt đến Sở chỉ huy Quân đoàn 32 Nhật vào lúc 16 giờ ngày 12 tháng 6. Ngày 13 tháng 6, Ota đã cùng 6 sĩ quan tham mưu tại đây tự sát kiểu "Harakiri". Ngày 14 tháng 6, quân Mỹ đã chiếm được nơi này sau khi chịu thương vong 1.700 người còn phía Nhật chết hết. Thi hài của Ota cùng 6 sĩ quan khác cũng được tìm thấy. Ota sau đó được truy phong quân hàm chuẩn đô đốc.
Ngày 4 tháng 6, quân đoàn 32 Nhật Bản chỉ còn khoảng 30.000 người trong tình trạng thiếu hụt vũ khí (phần lớn vũ khí hạng nặng và cả vũ khí cá nhân đã bị mất trong cuộc rút quân), trong đó có 20% là những cựu binh. Chiều ngày 15 tháng 6, trong một hang động lớn, đại tá Kanayama, trung đoàn trưởng trung đoàn 27 bộ binh tập hợp 102 người còn lại của trung đoàn. Ông ta làm lễ đốt quân kì trung đoàn và nói:
| “ | Trong ba tháng vừa qua, anh em đã cùng tôi chiến đấu. Lòng dũng cảm, chí hi sinh, sức chịu đựng của anh em, lịch sử sẽ khắc sâu. Nay tôi nói lời cảm ơn anh em đã phục vụ quên mình. Giờ đây, tôi tuyên bố giải thể trung đoàn. Từ nay trở đi, anh em không còn bị ràng buộc, tôi lãnh trách nhiệm về việc này. Riêng tôi, tôi sẽ vĩnh viễn ở lại đây. Nhưng tôi cấm anh em theo tôi. Ra lệnh cho anh em phải sống để kể lại cho hậu thế biết quân đội Nhật Bản đã anh dũng chiến đấu như thế nào ở Okinawa. | ” |

Đoạn ông ta rút gươm mổ bụng tự sát. Đại úy Sato chặt đứt đầu đại tá Kanayama theo đúng nghi thức rồi hô to Tennōheika banzai! (Thiên Hoàng vạn tuế) rồi chĩa súng lục vào đầu bóp cò tự sát. Ngày 18 tháng 6, bốn ngày trước khi trận đánh kết thúc, tướng Simon Bolivar Buckner, tư lệnh quân Mỹ tại Okinawa đang trên đường hành quân thì bị quân Nhật phục kích bằng súng cối. Đạn nổ văng mảnh vào người làm ông chết trước giờ thắng lợi cuối cùng. Buckner là sĩ quan quân đội Mỹ có quân hàm cao nhất chết trong khi chiến đấu trong Chiến tranh thế giới thứ hai. Ngày hôm sau, đến lượt tướng Claudius M. Easley cũng bị giết chết bởi đạn súng máy. 17 giờ ngày 21 tháng 6, Okinawa được người Mỹ tuyên bố an toàn mặc dù một số nơi quân Nhật vẫn còn đang chiến đấu, trong đó có thị trưởng tương lai của Okinawa, Masahide Ota.
Cũng trong ngày 21 tháng 6, trong chỉ huy sở của mình tại Mabumi, tướng Ushijima và mọi người đều hớt tóc, cạo râu. Sau đó ông viết thư trình lên Thiên hoàng Hirohito báo cáo về tình hình chiến sự tại Okinawa và tạ tội không giữ được đảo. Thư được điện về Bộ tổng tham mưu quân đội Hoàng gia tại Tokyo. Cuối cùng, ông nói với đại tá Yahara:
| “ | Này Yahara, tôi và ông chắc sẽ "Harakiri". Nhưng tôi ra lệnh cho ông ở lại. Nếu ông chết, sau này còn ai có thẩm quyền để kể lại về trận chiến Okinawa này. Mặc dù sống sau khi thua trận là nhục nhã, nhưng tư lệnh của ông ra lệnh cho ông phải chịu cái nhục này. | ” |

Yahara do đó là sĩ quan cao cấp bên phía Nhật sống sót sau trận đánh và về sau ông đã cho xuất bản cuốn sách mang tựa đề Trận đánh vì Okinawa. Chiều ngày 22 tháng 6, tướng Ushijima và tướng Cho quỳ gối hướng về phía bắc (hướng Hoàng cung) vái ba vái và tiến hành lễ tự sát. Tướng Cho đưa cổ cho đại úy Sakaguchi chém đầu. Tướng Ushijima lấy gươm tự mổ bụng, tiếp theo đó bảy sĩ quan tham mưu cùng tự sát. Ngày 2 tháng 7, trận Okinawa chính thức chấm dứt.

## Kết quả

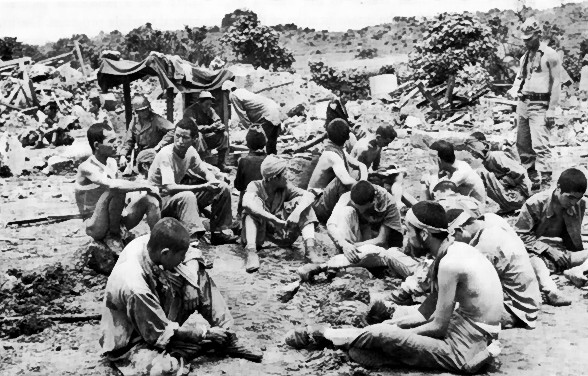
Một nhóm tù binh Nhật Bản đang chờ bị thẩm vấn bởi các sĩ quan Mĩ. Okinawa là nơi duy nhất số tù binh Nhật lên đến con số hàng ngàn

Sau trận đánh kéo dài gần 3 tháng, thắng lợi cuối cùng đã thuộc về người Mỹ. Cả hai phía Nhật và Mĩ đều phải chịu những tổn thất nặng nề. Phía Mĩ chịu tổn thất hơn 75.000 người chết hoặc bị thương, chưa kể 26.000 người bị ốm bệnh hoặc bị chấn thương tâm lý. Trong đó riêng thủy quân lục chiến chết và mất tích 2.938 người, 16.017 người bị thương. Lục quân chết và mất tích 4.675 người, bị thương 18.099 người trong khi hải quân sau những cuộc tấn công của các máy bay Thần phong cũng chết 4.907 người và 4.824 người bị thương. Okinawa vì thế là chiến trường tại Thái Bình Dương mà quân Mĩ chịu thương vong nặng nhất, và là trận đánh có số thương vong cao thứ hai trong Chiến tranh thế giới thứ hai của quân Mĩ, chỉ sau trận Bulge ở Châu Âu. Ngoài ra quân Mĩ còn mất 225 xe tăng, 763 máy bay bị rơi, 36 tàu bị chìm (bao gồm 12 khu trục hạm, 15 tàu đổ bộ và 9 tàu các loại khác) và 386 tàu chiến các loại bị hư hại. Hạm đội Anh (TF 57) có 4 tàu bị hư hại, mất 98 máy bay với 62 người chết và 82 người bị thương.
Trong khi đó phía Nhật mất hơn 100.000 quân (bao gồm 77.166 tử trận) bao gồm lính Nhật và dân quân Okinawa (Boeitai). Con số chính xác rất khó được đưa ra do những khó khăn trong công tác thống kê. Ban đầu quân Mĩ ước tính đã tiêu diệt được khoảng hơn 142.000 lính Nhật, nhưng con số này về sau bị coi là phóng đại vì còn cao hơn cả tổng số lính Nhật có tại Okinawa. 7.400 người Nhật đã bị bắt làm tù binh, trong đó có 3.400 người là nhân công không có vũ khí. Gần 20.000 lính Nhật ẩn núp trong các hang động và chỉ chịu đầu hàng sau khi chiến tranh kết thúc. Khoảng 10.000 quân Nhật và 8.000 dân quân còn sống sót sau trận đánh. Đây cũng là trận đánh đầu tiên trong Chiến tranh Thái Bình Dương mà số người Nhật bị bắt làm tù binh lên đến con số hàng ngàn. Nguyên nhân do phần lớn tù binh Nhật là dân bản địa Okinawa và chỉ bị cưỡng bức vào quân đội thời gian ngắn trước trận đánh nên đã không phải chịu ảnh hưởng của tư tưởng không đầu hàng của quân phiệt Nhật. Quân Nhật còn mất 27 xe tăng, 1.430 máy bay trong đó phần lớn là máy bay Thần phong, 16 chiến hạm trong đó có siêu thiết giáp hạm Yamato. Hơn 122.000 dân đảo Okinawa chết do đau ốm, do ảnh hưởng chiến tranh và do tự sát (tự nguyện và cả bị cưỡng bức). 90% số công trình xây dựng trên đảo bị tàn phá hoàn toàn.
Có thể nói qua những số liệu thống kê trên, trận Okinawa là trận đánh đẫm máu nhất của cuộc Chiến tranh Thái Bình Dương.

## Ý nghĩa

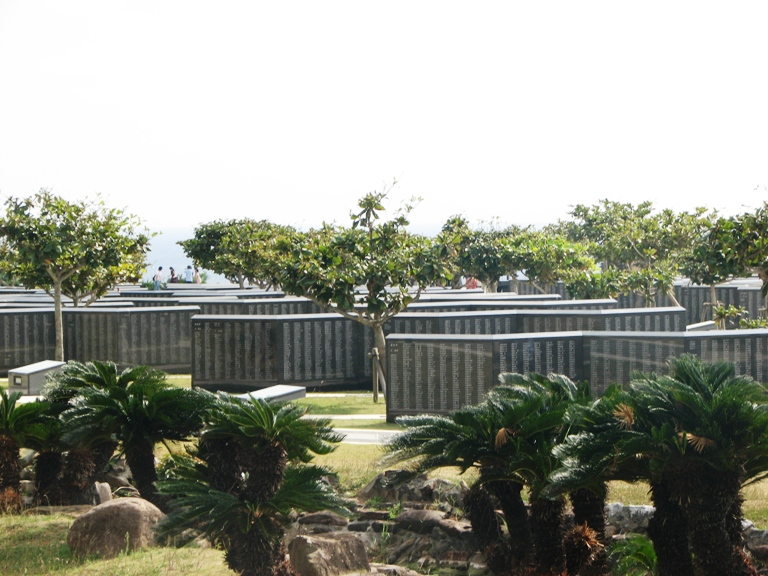
Đài tưởng niệm Cornerstone of Peace với tên của tất cả quân lính và dân thường chết trong trận đánh, cả người Nhật và người nước ngoài

Với việc người Mỹ chiếm được Okinawa, hàng rào phòng thủ cuối cùng vào Nhật Bản đã bị chọc thủng. Giờ đây quân Mỹ đã có một căn cứ hải và không quân quan trọng chỉ cách đảo Kyushu hơn 500 km. Một dự án xây dựng khổng lồ đã được triển khai trên đảo huy động 87.000 công binh để xây dựng 22 sân bay cho Tập đoàn không quân số 8 từ châu Âu chuyển qua và cho cả lực lượng không quân của thủy quân lục chiến và hải quân Mỹ. Kể từ đây những cuộc không kích vào lãnh thổ Nhật Bản đã gia tăng cường độ rất nhiều. Một căn cứ hải quân đã được thiết lập tại Baten Ko tại cực nam vịnh Buckner (đổi tên từ Nakagusuku Wan) để kiểm soát các cảng tại Naha, Chimu Wan, Nago Wan và Katchin Hanto. Hai trận bão khủng khiếp vào tháng 9 và tháng 10 đã gây nhiều tàn phá trên đảo khiến cho căn cứ hải quân phải dời về cực đông nam bán đảo Katchin, nơi bây giờ vẫn còn được gọi là Bãi biển Trắng (White Beach). Okinawa đã trở thành nơi thủy quân lục chiến và lục quân Mỹ chuẩn bị cho chiến dịch Downfall, chiến dịch đổ bộ vào nước Nhật kết thúc chiến tranh.
Sự kiện Mỹ ném hai quả bom nguyên tử xuống Hiroshima và Nagasaki đã khiến cho chiến tranh kết thúc và kế hoạch Downfall đã không bao giờ được thực hiện. Trong Chiến tranh Triều Tiên (1950 - 1953) và Chiến tranh Việt Nam (1965 - 1973) sau này, Okinawa đã trở thành một căn cứ quan trọng về hậu cần cho lục quân Mỹ và căn cứ hành quân cho hải quân Mỹ. Trong khi đó, không quân Mỹ lại biến sân bay Kadena thành căn cứ chủ yếu. Đây là nơi xuất phát của các máy bay B29 đi oanh tạc Bắc Triều Tiên hay B52 đi ném bom Bắc Việt Nam. Ngày nay, Kadena vẫn là căn cứ không quân lớn nhất của Mỹ tại Châu Á. Ngoài ra, các máy bay trinh sát của Mỹ xuất phát từ Okinawa còn thực hiện các phi vụ do thám khắp châu Á.
Okinawa nằm dưới quyền quản lý của chính quyền quân sự Mỹ từ năm 1945 đến năm 1972. Bằng những điều khoản trong hòa ước sau chiến tranh, các chủ đất trên đảo đồng ý cho quân đội Mỹ thuê đất. Từ đầu thập niên 70, học sinh, sinh viên và những người dân tộc cực đoan đã tổ chức biểu tình, phản đối việc kiểm soát Okinawa của quân đội Mỹ. Họ yêu cầu quân Mỹ rút toàn bộ khỏi đảo mặc dù người Mỹ đem lại 70% lợi tức cho đảo. Cuối cùng, vào ngày 15 tháng 3 năm 1972, chủ quyền hòn đảo đã chính thức trở về tay Nhật Bản và vịnh Buckner phải đổi trở lại tên cũ là Nakagusuku Wan. Tuy nhiên các căn cứ quân sự của quân Mỹ trên hòn đảo vẫn được giữ nguyên, một số căn cứ được chia sẻ chung với Lực lượng Phòng vệ Nhật Bản. Tháng 9 năm 1995, sự kiện lính Mỹ cưỡng hiếp một bé gái 12 tuổi đã làm dấy lại phong trào phản đối sự có mặt của quân Mỹ và nhiều chủ đất đã từ chối cho quân Mỹ thuê đất tiếp. Tháng 4 năm 1996, Mỹ đã phải đồng ý trả lại cho Nhật Bản 20% diện dích đảo mà họ chiếm đóng, vào khoảng 4,900 ha trong vòng 7 năm.
Ngoài ra, một số sử gia còn cho rằng chính trận Okinawa với tính chất ác liệt của nó đã dẫn đến việc người Mỹ phải sử dụng bom nguyên tử tại Hiroshima và Nagasaki để kết thúc chiến tranh mà không cần đổ bộ lên nước Nhật. Một trong những sử gia nổi tiếng ủng hộ cho ý kiến này là Victor Davis Hanson. Trong cuốn sách Ripples of Battle của mình, ông đã viết rằng do quân đội và cả thường dân Nhật tại Okinawa chiến đấu quá kiên cường nên buộc lòng người Mỹ phải tìm một giải pháp khác để kết thúc chiến tranh thay cho việc đổ bộ lên đất Nhật. Và với việc sử dụng hai quả bom nguyên tử, người Mỹ đã chứng minh được sức mạnh của mình, buộc nước Nhật phải đầu hàng.
Năm 1995, chính quyền Okinawa đã cho xây dựng một đài tưởng niệm mang tên "Nền móng cho Hòa bình" (Cornerstone of Peace) tại Mabumi, nơi từng là chỉ huy sở cuối cùng của quân Nhật trong trận đánh. Tại đài tưởng niệm này có danh sách tất cả những người đã được biết đến là chết trong các trận đánh, bao gồm dân thường và quân lính, cả người Nhật và người nước ngoài. Đến tháng 6 năm 2008, bản danh sách này đã có 240.734 cái tên.

## Phim
Trận Okinawa đã được dựng thành phim và xuất hiện ở phần 9 trong Series phim The Pacific do Tom Hanks và Steven Spielberg làm nhà sản xuất. Bộ phim" Hacksaw Ridge" do đạo diễn Mel Ginson vào năm 2016 để tưởng nhớ Doss